# 아트 베이커

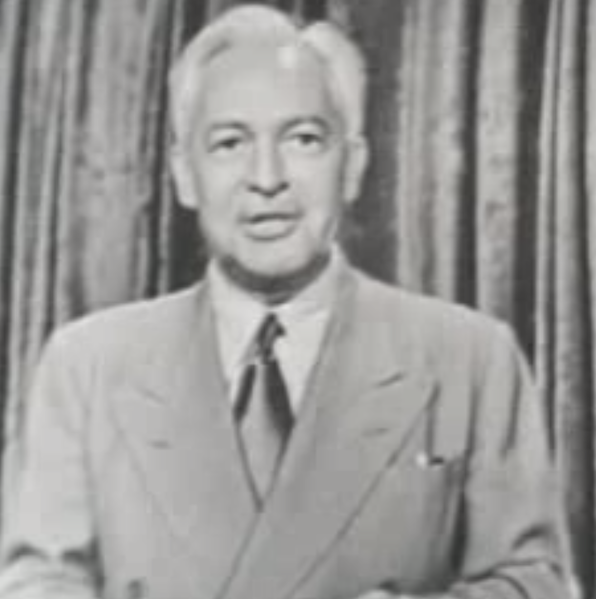

아트 베이커(Art Baker, 1898년 1월 7일 ~ 1966년 8월 26일)는 미국의 배우, 연극 배우, 텔레비전 배우이다.
뉴욕에서 태어났으며 로스앤젤레스에서 사망하였다. 사인은 심근 경색이다. 포리스트 론 메모리얼 파크에 매장되었다.

## 영화
- 와일드 엔젤 (1966년)
- 해저 여행 (1961년)
- 아티스트 & 모델 (1955년)
- 리빙 잇 업 (1954년)
- 히어 컴스 더 그룸 (1951년)
- 애니 넘버 캔 플레이 (1949년)
- 이지 리빙 (1949년)
- 밤에서 밤으로 (1949년)
- 어 소던 양키 (1948년) - Col. 클리포드 M. 베이커 역
- 스테이트 오브 더 유니온 (1948년)
- 홈커밍 (1948년)
- 데이지 케년 (1947년)
- 농부의 딸 (1947년)
- 스펠바운드 (1945년)
- 노스 스타 (1943년)
- 아티스트 & 모델 (1937년)